# Esarcato apostolico della Repubblica Ceca
L'esarcato apostolico della Repubblica Ceca per i fedeli di rito orientale (in latino Exarchatus Apostolicus Reipublicae Cechae) è una sede della Chiesa cattolica nella Repubblica Ceca immediatamente soggetta alla Santa Sede. Nel 2023 contava 17.000 battezzati. La sede è vacante.

## Territorio
L'esarcato apostolico ha giurisdizione sui fedeli di rito bizantino residenti nella Repubblica Ceca.
Sede dell'esarcato è la città di Praga, dove si trova la cattedrale di San Clemente.
Il territorio è suddiviso in 7 vicariati e in 20 parrocchie.

## Storia
L'esarcato apostolico è stato eretto il 18 gennaio 1996 con la bolla Quo aptius di papa Giovanni Paolo II, ricavandone il territorio dall'eparchia di Prešov (oggi arcieparchia metropolitana della Chiesa greco-cattolica slovacca).

## Cronotassi dei vescovi
Si omettono i periodi di sede vacante non superiori ai 2 anni o non storicamente accertati.
- Ivan Ljavinec † (18 gennaio 1996 - 23 aprile 2003 ritirato)
- Ladislav Hučko † (24 aprile 2003 - 14 gennaio 2025 deceduto)

## Statistiche
L'esarcato apostolico nel 2023 contava 17.000 battezzati.
| anno | popolazione | popolazione | popolazione | presbiteri | presbiteri | presbiteri | presbiteri                | diaconi | religiosi | religiosi | parrocchie |
| anno | battezzati  | totale      | %           | numero     | secolari   | regolari   | battezzati per presbitero | diaconi | uomini    | donne     | parrocchie |
| ---- | ----------- | ----------- | ----------- | ---------- | ---------- | ---------- | ------------------------- | ------- | --------- | --------- | ---------- |
| 1999 | 200.000     | ?           | ?           | 33         | 31         | 2          | 6.060                     |         | 3         | 3         | 23         |
| 2000 | 270.000     | ?           | ?           | 36         | 31         | 5          | 7.500                     |         | 6         | 3         | 24         |
| 2001 | 250.000     | ?           | ?           | 37         | 31         | 6          | 6.756                     |         | 17        | 4         | 25         |
| 2002 | 190.000     | ?           | ?           | 42         | 31         | 11         | 4.523                     |         | 19        | 4         | 25         |
| 2003 | 177.704     | ?           | ?           | 46         | 34         | 12         | 3.863                     |         | 12        |           | 25         |
| 2004 | 177.704     | ?           | ?           | 38         | 36         | 2          | 4.676                     |         | 2         |           | 25         |
| 2009 | 178.150     | ?           | ?           | 39         | 39         |            | 4.567                     |         |           |           | 25         |
| 2010 | 178.150     | ?           | ?           | 41         | 41         |            | 4.345                     | 3       |           |           | 25         |
| 2013 | 170.000     | ?           | ?           | 41         | 41         |            | 4.146                     | 1       |           |           | 21         |
| 2016 | 17.000      | ?           | ?           | 44         | 44         |            | 386                       | 1       |           |           | 21         |
| 2019 | 17.000      | ?           | ?           | 39         | 39         |            | 435                       | 3       |           |           | 19         |
| 2021 | 17.000      | ?           | ?           | 40         | 40         |            | 425                       | 3       |           |           | 19         |
| 2023 | 17.000      | ?           | ?           | 36         | 36         |            | 472                       | 3       |           |           | 20         |